# Kings Bay Base
Kings Bay Base és una concentració de població designada pel cens dels Estats Units a l'estat de Geòrgia. Segons el cens del 2000 tenia 2.599 habitants.

## Demografia
Segons el cens del 2000, Kings Bay Base tenia 2.599 habitants, 429 habitatges, i 425 famílies. La densitat de població era de 489,5 habitants/km².
Dels 429 habitatges en un 75,5% hi vivien nens de menys de 18 anys, en un 95,6% hi vivien parelles casades, en un 2,1% dones solteres, i en un 0,7% no eren unitats familiars. En el 0,7% dels habitatges hi vivien persones soles el 0% de les quals corresponia a persones de 65 anys o més que vivien soles. El nombre mitjà de persones vivint en cada habitatge era de 3,47 i el nombre mitjà de persones que vivien en cada família era de 3,48.
Per edats la població es repartia de la següent manera: un 24,7% tenia menys de 18 anys, un 46,2% entre 18 i 24, un 28,1% entre 25 i 44, un 1% de 45 a 60 i un 0% 65 anys o més.
L'edat mediana era de 22 anys. Per cada 100 dones de 18 o més anys hi havia 320,9 homes.
La renda mediana per habitatge era de 33.438 $ i la renda mediana per família de 33.438 $. Els homes tenien una renda mediana de 19.122 $ mentre que les dones 17.721 $. La renda per capita de la població era de 12.609 $. Entorn del 6,1% de les famílies i el 7,5% de la població estaven per davall del llindar de pobresa.

## Poblacions més properes
El següent diagrama mostra les poblacions més properes.